# Saint-Julien-d’Intres
Saint-Julien-d’Intres község Franciaország Auvergne-Rhône-Alpes régiójában, Ardèche megyében. Új községként 2019. január 1-jén jött létre Intres és Saint-Julien-Boutières egyesítésével. Lakossága az egyesítéskor 564 fő volt. A két korábbi település az új község része lett. Lakosainak száma 305 fő (2022. január 1.).

## Népesség
| Lakosok száma | 329  | 315  | 310  | 310  | 308  | 305  |
|               | 2017 | 2018 | 2019 | 2020 | 2021 | 2022 |